# Шастане, Максимильен
Максимильен Шестане (фр. Maximilien Chastanet, род. 15 марта 1996, Гавр) — французский фехтовальщик-рапирист, бронзовый призёр летних Олимпийских игр 2024 года, призёр чемпионата мира 2022 года, чемпион Европы 2024 года. Участник летних Олимпийских игр 2024 года.

## Биография
В 2015 году Шастане выиграл индивидуальные и командные соревнования на Летней Универсиаде в Кванджу.
На чемпионате Европы 2022 года в Анталье в командном соревновании рапиристов стал серебряным призёром чемпионата континента. В индивидуальном соревновании завоевал бронзовую медаль. На чемпионате мира в Каире в этом же году в составе французской команды рапиристов стал бронзовым призёром.
В 2024 году на чемпионате Европы в Базеле стал чемпионом командного турнира рапиристов в составе Франции.
В июле 2024 года на летних Олимпийских играх в Париже, в командных соревнованиях в составе французской четвёрки стал бронзовым призёром Игр.